# Bolintxu
Bolintxu es un valle perteneciente al municipio vizcaíno de Bilbao en el País Vasco, España. Por él fluye el arroyo del mismo nombre que nace en la vertiente norte de los montes de Pagasarri  y desemboca en el río Nervión, a la altura del barrio bilbaíno de La Peña.

## Geografía
El valle discurre entre los montes de Ganeta (685 m) y Arnótegui (426 m), cuya cuenca hidrográfica abarca aproximadamente 4 km². El cauce fluvial se alimenta de varios torrentes de montaña que bajan desde el Pagasarri, el arroyo principal llamado también Bolintxu mide en total 5 km. Esos arroyos se canalizan entre dos agujas calizas llamadas Erdiko Atxa de 273 m y Uzkorta de 322 m.

## Explotación de recursos hídricos
A finales del siglo XIX se realizaron varias infraestructura de captación de agua para el servicio de agua potable de la población de Bilbao. Se construyeron dos presas en el cauce medio del río Bolintxu, donde el agua almacenada en ellas se conducía a un depósito excavado en roca y cerrado con sillería en el año 1894, y que ha permanecido operativo hasta finales del siglo XX. En 1923 se instaló la depuradora de aguas, la primera en Bilbao y pionera en España por el uso de la ozonización del agua para su desinfección. Actualmente está en desuso y en mal estado de conservación.
Las presas del Bolintxu se convirtieron enseguida en una importante área de recreo y ocio a donde mucha gente acudía por su proximidad con la gran ciudad. En la década de 1960 se abrió al pie del monte Pastorekorta una cantera que contaminó las aguas del río enturbiándolas y haciendo que desapareciera la fauna piscícola.
En 1968 se crea cerca del valle la depuradora del Consorcio de Aguas de Bilbao, empresa que construye un tubo en pleno centro del valle para transportar las aguas de captación del Zadorra, un río alavés. Esta tubería atraviesa por el centro del valle, se hizo necesario la construcción de un viaducto de casi 20 m de altura para atravesar el arroyo. Desde entonces las aguas del Bolintxu han dejado de ser explotadas para suministro de agua potable para  Bilbao.

## Inundaciones de 1983 y posterior deterioro
Las inundaciones de agosto de 1983 produjeron graves alteraciones en el cauce del río y en sus riberas haciendo que este quedara muy mermado. Esto hizo que perdiera el interés lúdico y recreativo y la zona fuera, poco a poco, abandonada. Sin embargo con el tiempo se ha desarrollado un importante bosque de ribera, de alisos básicamente, y robles.
Para mitigar los efectos de la sequía de 1989 el ayuntamiento de Bilbao construyó una captación mediante una tubería de PVC subterránea y la apertura de la mayor de las presas, para que disminuyera el nivel freático, esta infraestructura funcionó durante unos pocos meses quedando abandonada después.
Las fuertes lluvias caídas el 27 de enero de 2009 y 16 de junio de 2010 volvieron a deteriorar el cauce y las riberas del río en su parte alta. La riqueza ecológica que alberga el valle ha dado pie a que se plantee su protección, aun cuando está afectado por el trazado de la nueva circunvalación de la capital vizcaína, conocida como "supersur". El valle será atravesado por un viaducto en arco de 40 m de altura, que comunicará los túneles de Seberetxe y del monte Arnótegui, cuyo inicio de construcción se inició en 2019 y se concluirá en 2023.
- Datos: Q12255411
- Multimedia: Bolintxu River / Q12255411